# اختيار صوفي (رواية)
اختيار صوفي روايةٌ صدرت عام ١٩٧٩ للكاتب الأمريكي ويليام ستايرون ، وهي آخر رواياته. تتناول الرواية العلاقات بين ثلاثة أشخاص يتشاركون سكنًا داخليًا في بروكلين : ستينغو، كاتبٌ شابٌّ طموحٌ من الجنوب ؛ والعالم اليهودي ناثان لاندو؛ وحبيبته التي تحمل الرواية اسمها ، صوفي، وهي بولنديةٌ كاثوليكيةٌ ناجيةٌ من معسكرات الاعتقال النازية الألمانية، ويُصادقها ستينغو.
حازت خيار صوفي على جائزة الكتاب الوطنية الأمريكية في الأدب الروائي عام 1980. وتم تحويل الرواية إلى فيلم يحمل الاسم نفسه عام 1982. وقد أثارت جدلًا بسبب الطريقة التي عبر بها ستايرون عن آرائه الشخصية المتعلقة بالهولوكوست.

## ملخص
يسترجع ستينغو، الكاتب الذي يروي القصة، صيفًا قضاه حين بدأ في كتابة روايته الأولى. بعد طرده من وظيفة بسيطة كقارئ لدى دار نشر "ماكغرو-هيل"، انتقل إلى منزل داخلي رخيص في بروكلين حيث يأمل أن يكرّس بعض الأشهر للكتابة. وأثناء عمله على روايته، يتورط في حياة العاشقين ناثان لانداو وصوفي زاوستوفسكا، اللذين يعيشان معه في المنزل، وتربطهما علاقة متقلبة وشديدة. صوفي، الجميلة، بولندية كاثوليكية وناجية من الهولوكوست ومعسكرات الاعتقال النازية، أما ناثان فهو يهودي أمريكي يُفترض أنه عبقري. يدّعي ناثان أنه خريج جامعة هارفارد وعالم في شركة أدوية، لكن يتبين لاحقًا أن هذه مجرد كذبة. فلا أحد، بما في ذلك صوفي وستينغو، يعلم أن ناثان مصاب بالفصام البارانويدي ويُسرف في تناول المنشطات. في بعض الأحيان يتصرف بشكل طبيعي وسخي، لكنه أحيانًا يكون غيورًا ومخيفًا وعنيفًا وضالًا.
مع تقدم الرواية، تروي صوفي لستينغو ماضيها. تصف والدها المعادي بشدة لليهود، وهو أستاذ قانون في كراكوف؛ ورفضها لمساعدته في نشر أفكاره؛ واعتقالها من قبل النازيين؛ وفترة عملها كطابعة اختزال في منزل رودلف هوس، قائد معسكر أوشفيتز حيث كانت محتجزة. وتذكر محاولاتها لإغواء هوس لإقناعه بالسماح لابنها الأشقر، الأزرق العينين والمتحدث بالألمانية، بالخروج من المعسكر والانضمام إلى برنامج "ليبنسبورن"، ليُربى كطفل ألماني. فشلت في ذلك، ولم تعرف لاحقًا ما حدث لابنها. ولا يعرف القارئ مصير ابنتها إيفا إلا في نهاية الرواية.
في النهاية، تؤدي أوهام ناثان إلى اعتقاده أن ستينغو يقيم علاقة مع صوفي، فيهدد بقتل كليهما. وبينما تحاول صوفي وستينغو الهروب من نيويورك، تكشف صوفي عن سرها الأكبر: في الليلة التي وصلت فيها إلى أوشفيتز، أجبرها طبيب في المعسكر على اختيار أحد طفليها ليموت فورًا في غرفة الغاز، ويبقى الآخر على قيد الحياة في المعسكر. فاختارت صوفي التضحية بابنتها البالغة من العمر ثماني سنوات، إيفا، وهو قرار تركها في حالة من الحزن والذنب لا يمكن تجاوزها. ومع أنها تشارك ستينغو ليلة عاطفية تحقق له أحلامه ويعرض عليها الزواج، تختفي صوفي تاركة له رسالة تقول إنها يجب أن تعود إلى ناثان.
وعندما يعود ستينغو إلى بروكلين، يصدم باكتشاف أن صوفي وناثان قد انتحرا بتناول السيانيد.

## الموضوعات والإلهام

### الموضوعات
تشير سيلفي ماثيه إلى أن موقف ستايرون في كتابة هذه الرواية واضح من مقابلاته المعاصرة ومقالاته، لا سيما في "أوشفيتز"، و"إعادة النظر في الجحيم"، و"عجلة الشر تعود لتكتمل". وتلخص آراءه في النقاط التالية:
1.   رغم اعترافه بمعاناة اليهود تحت الحكم النازي، إلا أنه يُصر على رؤية أوشفيتز بشكل عام أو عالمي، باعتباره تهديدًا للإنسانية جمعاء.
2.   يسعى من خلال ذلك إلى تصحيح الفكرة القائلة إن الهولوكوست كان موجهًا حصريًا ضد اليهود، عبر تسليط الضوء على المسيحيين والسلاف الذين عانوا أيضًا.
3.   يعتبر أن أوشفيتز كان "معاديًا للمسيحية" تمامًا كما كان "معاديًا للسامية"، وبالتالي فإن الادعاءات بالذنب الجماعي المسيحي لا مكان لها.
4.   يرفض التفسيرات التاريخية التي ترى أن معاداة المسيحية لليهود سببت الهولوكوست، ويؤيد وجهة النظر التي ترى أن أوشفيتز كان مجتمعًا رأسماليًا قائمًا على العبودية أكثر منه مركز إبادة.
5.   وبمقارنة أوروبا بأمريكا، يرى أن معاملة الجنوب الأمريكي للعبيد السود تبدو رحيمة بالمقارنة.
يلخص روزنفيلد القول: "إن اتجاه هذه الآراء التعديلية [كذا]، التي تبلغ ذروتها في رواية 'اختيار صوفي'، هو إخراج الهولوكوست من التاريخ اليهودي والمسيحي ووضعها ضمن تاريخ عام للشر."
وتؤكد ماتي استنتاج روزنفيلد باقتباس من ستايرون نفسه الذي ذكر في مقالته "إعادة النظر في الجحيم" أن "القوى الجبارة والشريرة العاملة في التاريخ وفي الحياة الحديثة... تهدد جميع البشر، وليس اليهود فقط."
وتشير بعد ذلك إلى أن خيارات ستايرون في تمثيل هذه الأفكار وإدراجها بوضوح في سرد روايته أدت إلى جدل استمر حتى السنوات الأولى من الألفية الجديدة على الأقل.